# Eccezionalismo americano
L'espressione eccezionalismo americano (American exceptionalism) si riferisce alla dottrina che ritiene gli Stati Uniti d'America differenti qualitativamente da ogni altra nazione sviluppata, grazie alle sue convinzioni nazionali, all'evoluzione storica, alle particolari istituzioni politiche e religiose, alle origini etniche e alla composizione popolare, o agli ideali nazionali.
Le persone che scelgono di usare l'espressione "eccezionalismo americano" in senso peggiorativo sostengono che sia il prodotto di una forma mascherata di nazionalismo, sciovinismo o, addirittura, di gingoismo.

## Origine ed evoluzione
L'espressione viene usata per la prima volta da Alexis de Tocqueville nel suo lavoro del 1831, La democrazia in America:

## Manifestazioni
Dorothy Ross, in Origins of American Social Science (1991), argomenta che ci sono tre varietà generiche di eccezionalismo americano:
1. spiegazioni sovrannaturali che enfatizzano il potere causale di Dio nel selezionare gli Stati Uniti d'America per adempiere al compito di guida per il resto del mondo; per esempio, si veda, nel 1630, il sermone A Model of Christian Charity che il reverendo John Winthrop rivolse ai coloni puritani della Compagnia della baia del Massachusetts, in cui si enuncia l'immagine della «City upon a Hill», la città sulla sommità di una colle, riprendendo una frase di Gesù della parabola Sale della terra e luce del mondo del Discorso della montagna (Vangelo di Matteo, 5:13-16[3]): "Per quanto ci riguarda dobbiamo considerarci come fossimo in una città sopra una collina. Gli occhi della gente sono puntati su di noi. Cosicché, se ci rapporteremo in maniera genuina col nostro Dio in questo compito in cui ci siamo impegnati [...] saremo una storia e un esempio perfetto per tutto il mondo". In realtà, studiosi come Robert Bellah credono che ci siano allusioni religiose implicite già nella storia e nella società statunitense una sorta di religione civile con i suoi templi e le sue divinità civiche.
2. interpretazioni genetiche che enfatizzano la razza, l'etnicità, o il genere; per esempio, Adolf Hitler affermava[senza fonte] che, a causa del sistema politico basato su tolleranza, multirazzialità, multietnicismo, gli Stati Uniti d'America erano eccezionali anche nell'inferiorità razziale, arrivando a dire, durante un discorso allo staff dell'Alto Comando della Wehrmacht: "Non vedo molto futuro per gli americani [...] è un Paese decadente [...] i miei sentimenti contro gli Americani sono sentimenti di odio e di profonda ripugnanza... ogni cosa che riguardi il comportamento della società americana rivela che è mezza ebrea, e per l'altra metà negra. Cosa puoi aspettarti da uno Stato tenuto insieme su queste basi?".
3. spiegazioni ambientali[senza fonte] come la geografia, il clima, la disponibilità di risorse naturali, strutture sociali e un certo tipo di politica economica.

## Nota
Intorno al XX secolo la locuzione è stata anche usata per descrivere un presunto fenomeno presente in alcune autorità politiche, tra cui l'amministrazione di George W. Bush, vicina al neoconservatorismo. Alcuni studiosi statunitensi vicini a tale posizione tendono a considerare gli Stati Uniti d'America come qualcosa che sia "al di sopra" o comunque una "eccezione" alla legge, specialmente al diritto internazionale. Questo fenomeno dovrebbe essere chiamato, più specificatamente, eccezionalismo a priori o "neo-eccezionalismo". Il nuovo uso del termine, diffuso in alcuni circoli, crea confusione sull'argomento e intorbida le acque intorno all'uso tradizionale di questa espressione.